# Орановский, Алоизий Казимирович
Алоизий Казимирович Орановский (22 апреля 1828 — 24 июля 1886) — русский военачальник польского происхождения, генерал-лейтенант (1881).

## Биография
Родился в 1828 году. Образование получил в Павловском кадетском корпусе, откуда был выпущен летом 1846 года прапорщиком 3-ю лёгкую конно-артиллерийскую  батарею. Два года спустя поступил в Императорскую военную академию, по окончании которой был прикомандирован к образцовым войскам на один год. 
В дальнейшем сложил на различных штабных должностях, в ходе Крымской войны — в штабах в действующей армии. В марте 1862 года  был назначен начальником штаба 4-й пехотной дивизии. 
В течение следующих трех лет Орановский последовательно занимал следующие должности: помощника военного начальника Калишского отдела, начальника штаба 15-й пехотной дивизии, а затем — 6-й пехотной дивизии. 
Во время Польского восстания 1863 года, состоя помощником начальника Калишского отдела, Орановский принял деятельное участие в подавлении восстания, и особенно отличился в сражении 10-го апреля 1863 года при деревне Кмоски-Пустково. 
В 1865 году полковник Орановский получил под своё командование Низовский 23-й пехотный полк. В 1873 году, уже в чине генерал-майора, был назначен командиром 2-й бригады 6-й пехотной дивизии, эту должность занимал вплоть до следующего, 1874 года.
30-го августа 1881 года Орановский был произведен в генерал-лейтенанты и утвержден в должности начальника 12-й пехотной дивизии, которой фактически командовал с 1880 года, на временных основаниях. Командую дивизией, Орановский обращал особенное внимание на тщательное обучение стрельбе вверенных ему войск и достиг в этом деле больших успехов. Как знаток стрелкового дела, Орановский напечатал в военных журналах ряд статей по этому вопросу; последней из них была статья «О постановке стрелкового дела в 12-й пехотной дивизии» («Военный Сборник», 1884 г.).
Помимо исполнения обязанностей начальника дивизии, Орановский с января 1880 года по май 1883 года состоял еще членом, а потом помощником председателя Главного комитета по устройству и образованию войск.  Кроме того, в 1861 году он выпустил в свет составленное по Высочайшему повелению «Статистическое описание Курляндской губернии», за что ему было объявлено Высочайшее благоволение.
Скончался в 1886 году в тех же чине и должности.
Орановский имел двоих сыновей-генералов:
- Орановский, Владимир Алоизиевич (1866—1917) — генерал от кавалерии, в годы Первой мировой войны командовал корпусом. Удостоился лестного отзыва в мемуарах маршала Советского Союза Б. М. Шапошникова, служившего офицером в его штабе. В 1917 году был растерзан в Выборге толпой дезертиров.
- Орановский, Николай Алоизиевич (1869—1935) — генерал-лейтенант, служивший в артиллерии, в ходе Первой мировой войны — инспектор артиллерии ряда корпусов, а затем 5-й армии. После революции жил в эмиграции, умер в Монако.

## Старшие награды
Российские
- Орден Святого Станислава 1-й степени (1876)
- Орден Святой Анны 1-й степени (1879)
- Орден Святого Владимира 2-й степени (1883)

Иностранные
- Орден Красного Орла 3-го класса (1858)